# Pfarrkirche Schöngrabern

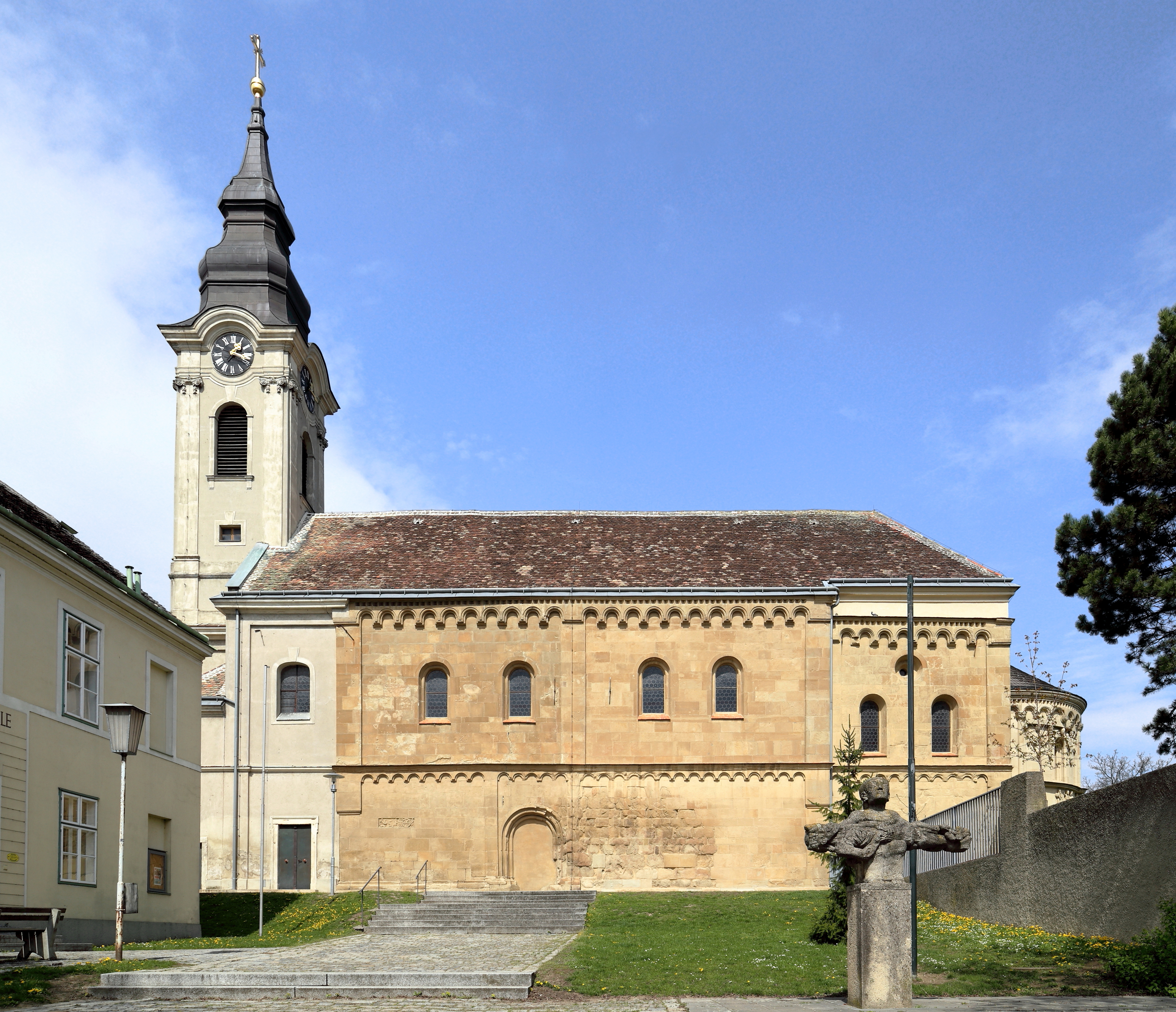
Pfarrkirche Schöngrabern

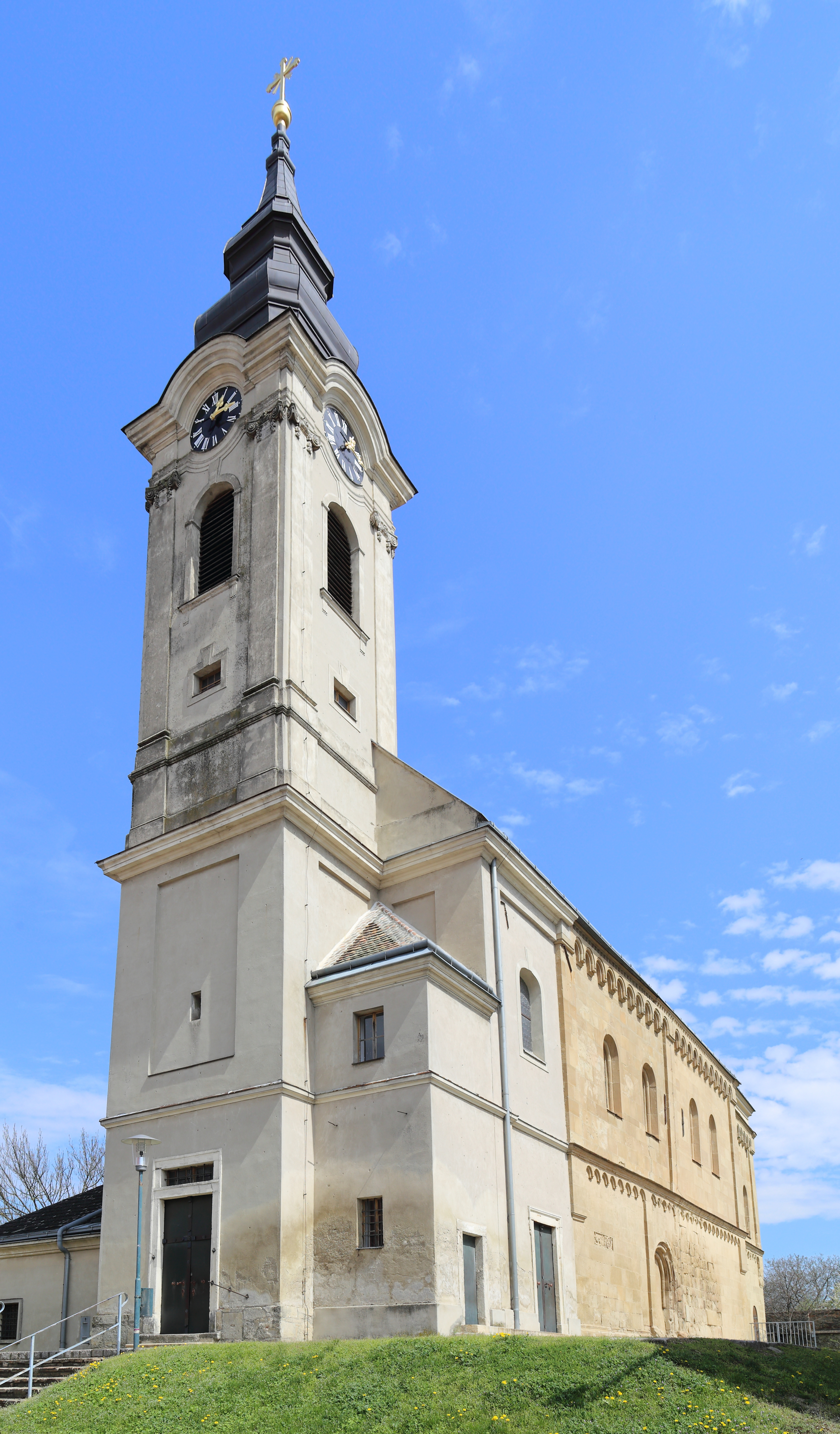
Südwestansicht der Pfarrkirche

Die römisch-katholische Pfarrkirche Schöngrabern steht in der Ortschaft Schöngrabern der Marktgemeinde Grabern im Bezirk Hollabrunn in Niederösterreich. Die dem Patrozinium Unsere Liebe Frau Mariä Geburt unterstellte Pfarrkirche gehört zum Dekanat Hollabrunn im Vikariat Unter dem Manhartsberg der Erzdiözese Wien. Die Kirche steht unter Denkmalschutz (Listeneintrag).
Das Gebäude ist ein spätromanischer Saalbau, der etwas erhöht im nördlichen Ortsteil von Schöngrabern liegt. An der Außenseite der Apsis befindet sich reichhaltiger Figurenschmuck, der als Steinerne Bibel bezeichnet wird.

## Geschichte

### 13. bis 15. Jahrhundert
Aus historischer Sicht wird Hadmar II. von Kuenring als Bauherr angenommen, aus kunsthistorischer Sicht wird die Bauführung durch den Passauer Bischof vermutet. Bei romanischen Chorquadratkirchen umfasst das geplante Grundrechteck das Langhaus und den eingezogenen Chor. Eine mögliche Rundapsis liegt außerhalb des Grundrechtecks. Die Länge und Breite des Grundrechtecks bestimmt der Bauauftrag. Bei Schöngrabern beträgt das Verhältnis von Länge zur Breite 7:3 und die Länge des Langhauses zum Chor teilt sich in 2/3 und 1/3. Die Halbdiagonale des Grundrechtecks misst 16,628 m, und entspricht mit den damaligen Maßeinheiten Klafter, Fuß und Zoll 49 Fuß, ein Fuß hier 0,299 m. Die Absteckung bzw. Gründung des Kirchenbaus erfolgte für das Langhaus am Freitag, 11. März 1211 und für den Chor am 4. Fastensonntag (Laetare), 13. März 1211, indem durch die Ostung die Längsachse nach dem realen Sonnenaufgang des Tages ausgerichtet wurde, durch den Abstand von zwei Tagen entsteht ein Achsknick zwischen Langhaus und Chor. Als Knickebene wurde die Chormitte gewählt, weshalb der Triumphbogen in der Triumphbogenwand etwas nach Süden rückt. Bemerkenswert, dass die Apsis, erkennbar an der Anordnung der Fenster und äußeren Halbsäulen, parallel auf die Langhausachse zurückknickt, womit die Kirche zwei Achsknicke aufweist.

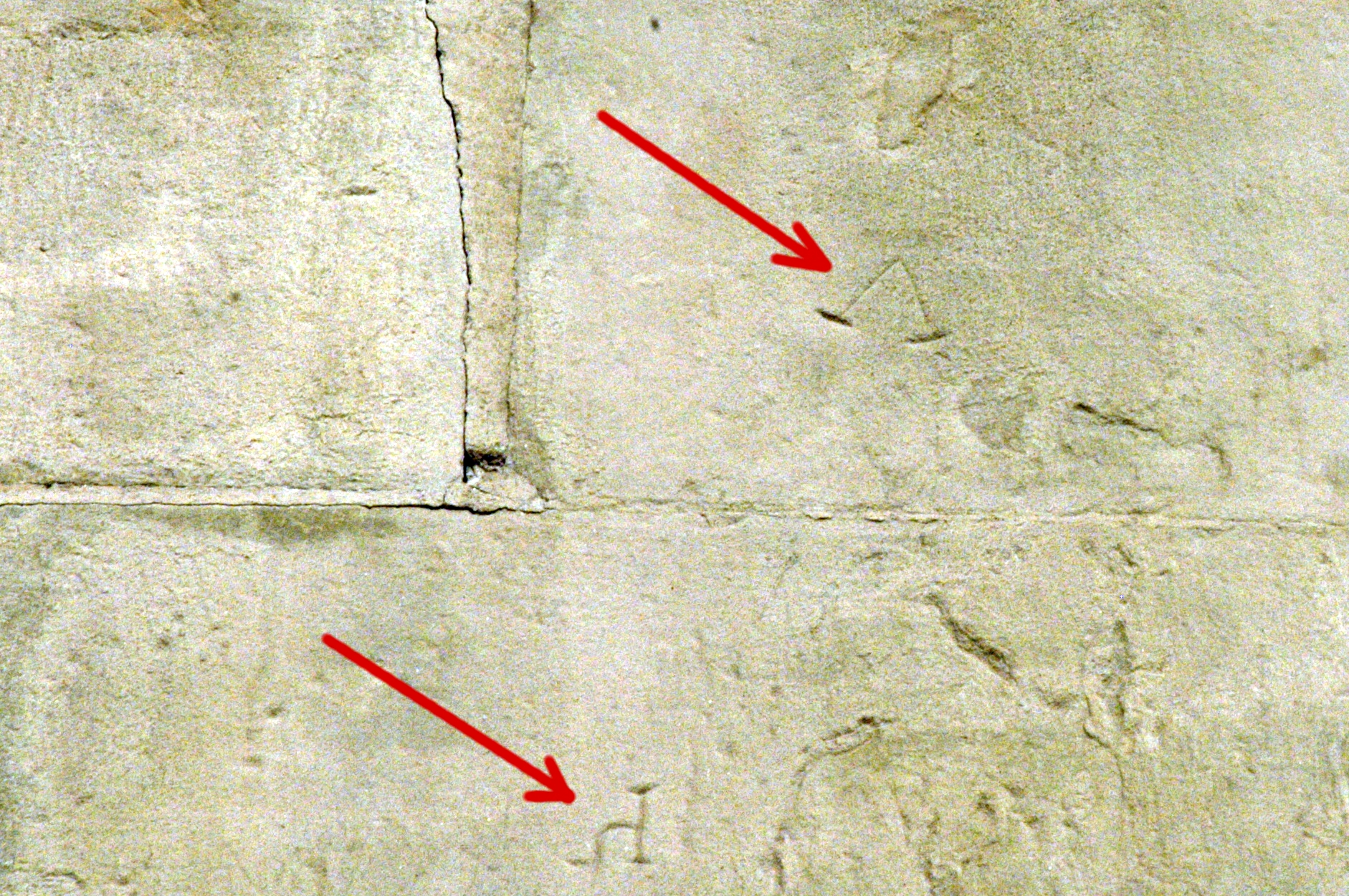
Zwei Steinmetzzeichen an der Südfassade

Erbaut wurde die Kirche im 13. Jahrhundert aus zwei Arten von quarzgebundenem Sandstein (Arenit) aus einem inzwischen völlig abgebauten Steinbruch in der Umgebung.
Zur Bauzeit befand sich Schöngrabern im Besitz des mächtigen ministerialen Geschlechtes der Kuenringer. Der Baubeginn der Kirche war um das Jahr 1210. Viele Anzeichen deuten darauf hin, dass der Bau von Hadmar II. von Kuenring als Mahnmal vor seiner Kreuzfahrt oder als Sühnebau für die Gefangennahme von Richard Löwenherz und dessen Festsetzung in der Kuenringerburg Dürnstein begonnen wurde und vor seiner Kreuzfahrt, spätestens 1217, vollendet war. Andere Quellen vermuten die Fertigstellung um das Jahr 1230. Für das Jahr 1217 spricht, dass 19 verschiedene Steinmetzzeichen – meist in der Mitte der Quader – festgestellt wurden, die für die Zeit um das Jahr 1200 charakteristisch sind. Einer derart großen Gruppe von Steinmetzen sollte es möglich gewesen sein, die Kirche in etwa fünf bis zehn Jahren zu errichten.
Die Kirche war zunächst Filialkirche der Pfarre Sankt Agatha in Hausleiten, ehe sie 1307 zur eigenen Pfarre erhoben wurde.
In den achtziger Jahren des 13. Jahrhunderts ging das Pfarrlehen von den Kuenringern auf die Wallseer über. Ihnen folgten der Landesfürst und die Dachsberger. Nach deren Aussterben belehnte Herzog Albrecht V. am 5. November 1434 die steirischen Stubenberger mit Lehen zu Schöngrabern. 1476 wurden die Herren von Guntersdorf urkundlich als Inhaber des Patronatsrechtes erwähnt, ehe Obrigkeit und Vogtei im Jahr 1480 an die Rogendorfer gingen. In dieser Zeit (14./15. Jahrhundert) wurde ein gotischer Anbau nördlich des Chorquadrates errichtet.

### 16. bis 18. Jahrhundert

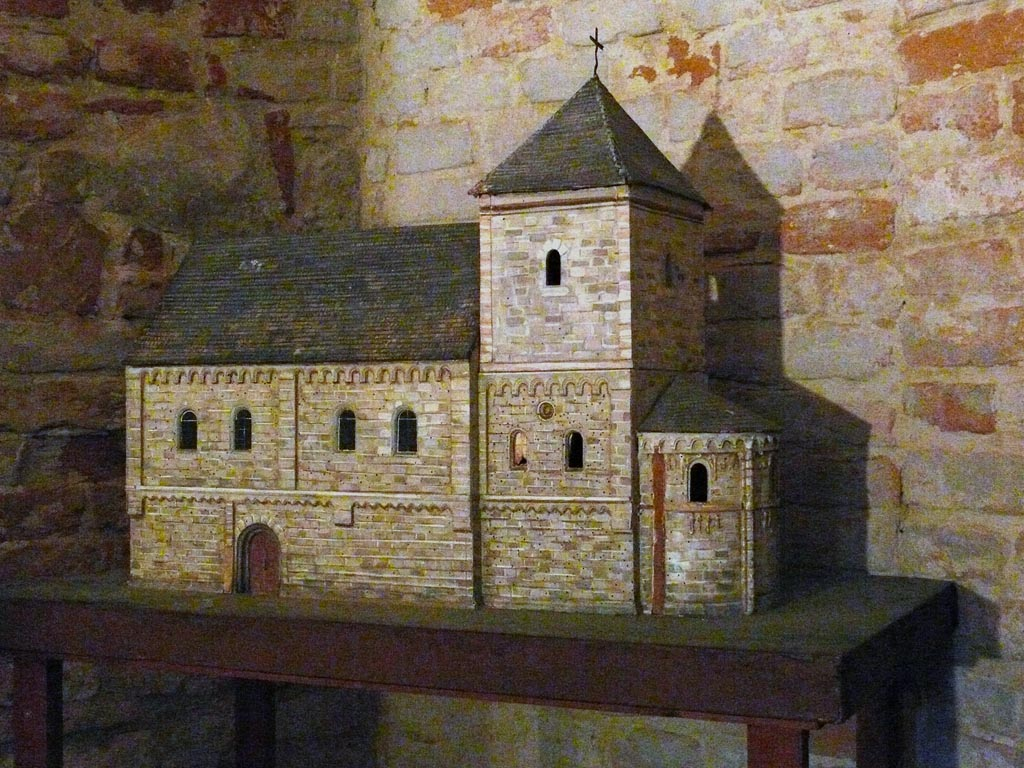
Modell der Kirche mit romanischem Turm

In weiterer Folge wechselte mehrmals die Grundherrschaft, es waren durchwegs Persönlichkeiten mit weitreichenden Beziehungen (Weispriach, Sereny, Ludwigsdorf, Teufel). Bereits der letzte Rogendorfer, Hans Wilhelm, war zum Protestantismus konvertiert und bestimmte als Grundherr die Konfessionszugehörigkeit des einfachen Volkes.
Daher kamen Ende des 16. Jahrhunderts evangelische Prediger zum Einsatz, so ab 1587 der Stuttgarter M. David Schweitzer, der nach dem Erdbeben von 1590 durch die Verfassung einer Bußpredigt bekannt wurde und zumindest bis 1593 im Amt war. Die Rekatholisierung erfolgte im Zuge der Gegenreformation, als 1626 Freiherr von Teufel, um das Patronat nicht zu verlieren, den katholischen Priester Erhard Stengl als Pfarrer einsetzte.
Im Jahr 1661 findet sich auch die erstmalige urkundliche Erwähnung eines Turmes über dem Chorquadrat, für den zwei neue Glocken angeschafft wurden. 1664 erhielt die Kirche eine neue, in Wien hergestellte Orgel, nachdem das alte Instrument unbrauchbar geworden war.
Ende des 17. Jahrhunderts wurden zwischen den Außenmauern Eisenschließen eingezogen, weil sie unter dem Druck der Gewölbe und dem Gewicht des Turmes einzustürzen drohten.
Im Jahr 1715 wurde mit der Barockisierung der Kirche begonnen, indem der gotische Altar durch einen von Matthias Paumann in Znaim hergestellten barocken Altar ersetzt wurde.

### Ende des 18. Jahrhunderts bis zur Gegenwart
1781 bis 1791 sowie Anfang des 19. Jahrhunderts erfolgten umfangreiche Umbauten. Im Jahre 1786 wurde das Gewölbe des Langschiffes eingeschlagen und der Turm über dem Chorquadrat abgetragen. Der Westteil wurde erweitert, das Langhaus um ein Joch verlängert und der neue Turm errichtet. Im Zuge dieser Umbauarbeiten musste die Orgel von der Empore abgenommen werden, und da sie anschließend nicht mehr aufgestellt werden konnte, wurde ein neues Instrument mit acht Registern beim Znaimer Orgelbauer Josef Silberbauer angeschafft.
Im Langhaus wurden Hängekuppeln eingezogen, das romanische Südportal wurde vermauert und durch Aufmauerung über dem Chorquadrat ein einheitliches Dach über Chor und Langhaus hergestellt. Südlich des Langhauses wurde eine Kapelle angebaut, der Anbau nördlich des Chores aus dem 14./15. Jahrhundert abgerissen. Diese Baumaßnahmen standen im Zusammenhang mit den kirchlichen Reformen Kaiser Josephs II., weil Schöngrabern im Zuge der Aufhebung und Zusammenlegung von Pfarrsprengeln als Pfarrkirche für diesen Bereich vorgesehen war.
Nach einem Kirchenbrand während des Franzosenkrieges von 1809 wurde das zerstörte Langhausgewölbe erneuert, im Jahre 1816 anstelle der ebenfalls zerstörten Orgel das noch heute in Gebrauch stehende Instrument angeschafft und 1840 das ursprüngliche Presbyteriumsgewölbe durch eine Kopie des Kreuzrippengewölbes aus Holz ersetzt. Eine Sakristei aus dem Jahr 1841 ist südlich des Chores angebaut. 1866 wurden nach einem Blitzschlag der Turm erhöht und das einfache Pyramidendach des Turmes durch einen neubarocken Turmhelm ersetzt sowie 1872 der Innenraum in römisch-byzantinischem Stil ausgemalt.

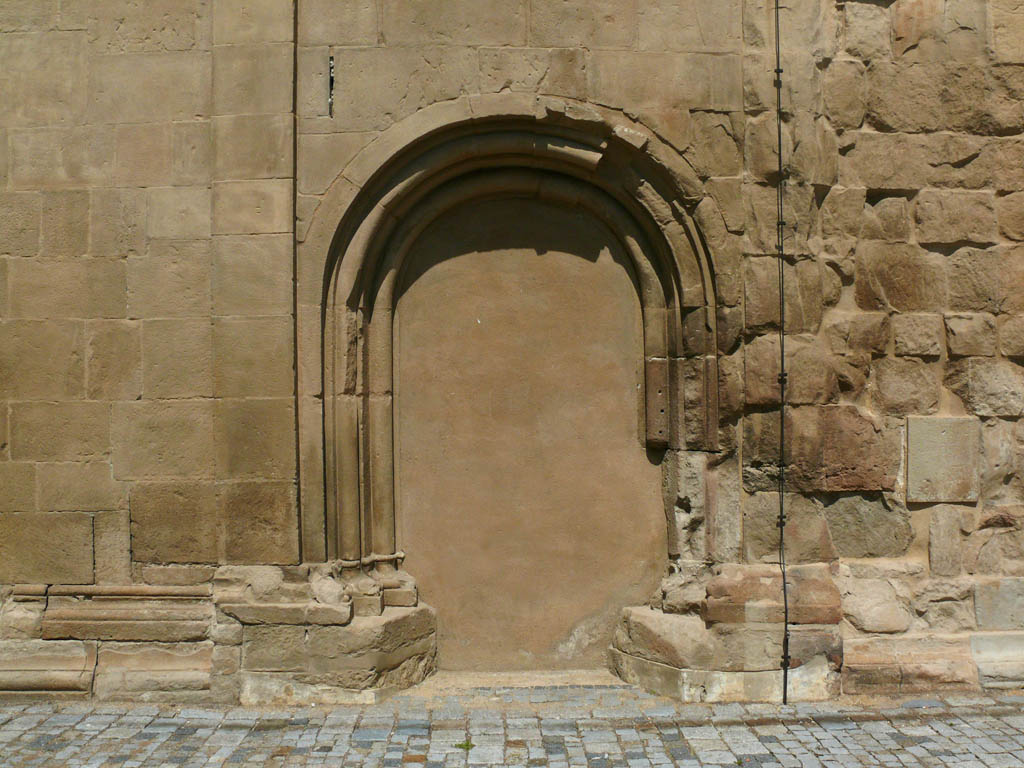
Das von der Putzschicht wieder freigelegte romanische Südportal

Nach Entfernung des Mörtelanwurfs aus dem 18. Jahrhundert von den Außenseiten des Langhauses liegen die romanischen Gliederungselemente, wie Rundbogenfriese, Monatsdarstellungen, Quaderung und das Südportal seit 1907 wieder frei; einzelne figurale Reliefs sind renoviert.
1936/37 wurde der Innenraum renoviert, die Bemalung aus dem 19. Jahrhundert entfernt und gotische Fresken in Langhaus und Chor sowie ein spitzbogiges Türgewände freigelegt. Die Konsolen im Langhaus und die Basen der Triumphbogenpfeiler präsentieren sich seitdem wieder ohne die barocke Ummantelung.
1952 wurden einzelne Apsisreliefs restauriert, im Jahre 1960 die im 18. Jahrhundert südlich des Langhauses angebaute Kapelle sowie die 1841 angebaute Sakristei abgebrochen und dabei romanische Bauteile gefunden. 1961 erfolgte eine Restaurierung der Apsis und 1963 wurde im Nordwesten der Kirche ein Kapellenraum angebaut und die barocke Kanzel abgetragen, um den Blick auf das dahinterliegende Bild des heiligen Christophorus aus der Zeit um 1350 freizugeben.

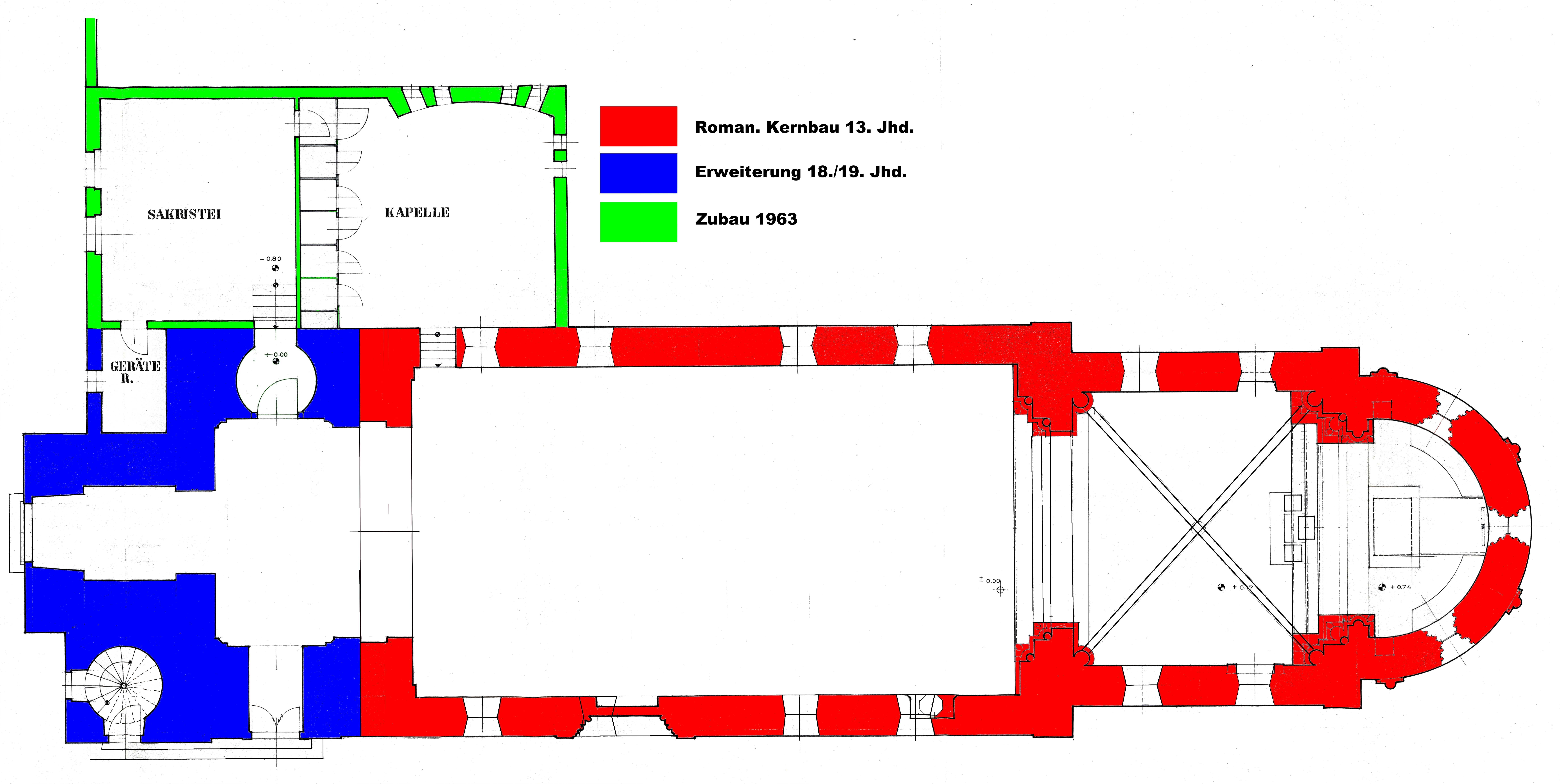
Grundriss und Bauabschnitte (Baualterplan)

1975 bis 1978 wurde der Hochaltar abgetragen und der romanische Altartisch (Mensa) freigelegt, das Gewölbe im Chorquadrat erneuert und die Gewölberippen sowie der ursprüngliche Schlussstein wieder eingesetzt. Ein hufeisenförmiger Stahlbetonrahmen sichert das Gewölbe statisch ab. Die Pfarrkirche Oberhofen bei Innsbruck erhielt den barocken Hochaltar. Anlässlich dieser Restaurierungsarbeiten erfolgte im Jahre 1976 auch eine archäologische Untersuchung im Bereich des Presbyteriums. Dabei konnten vier Priestergräber freigelegt werden, die aufgrund der Ziegelformate und eines Münzfundes in die Zeit zwischen 1619 und 1720 zu datieren waren.
Im Jahre 1982 erfolgten Konservierungsarbeiten am Südabschnitt der Apsis. Weitere Konservierungsarbeiten an der Apsis wurden im Jahre 1995 vorgenommen. Bei dieser Gelegenheit erhielten die Mittelgesimse oberhalb der unteren Rundbogenfriese an der Nord- und Südfassade zum Schutz vor Witterungsschäden eine Eindeckung aus alten Dachziegeln.
Die vorläufig letzte Restaurierung und Konservierung erfolgte an der Südchorfassade im Jahre 1996. Dabei wurden auch alle an der Südfassade feststellbaren 66 Steinmetzzeichen aufgenommen und ihre Lage in einem Plan festgehalten.

## Baubeschreibung

### Das Äußere

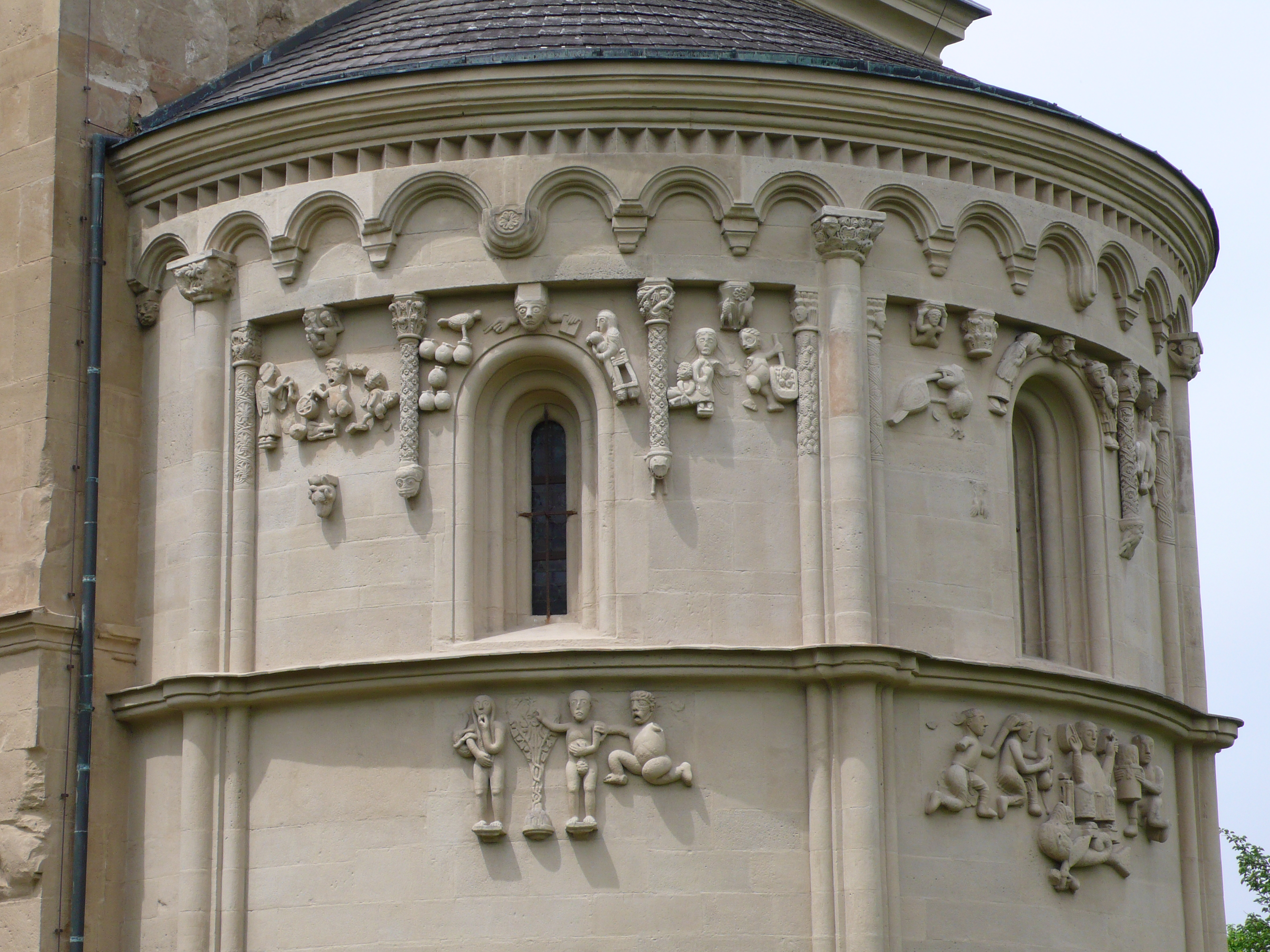
Das Äußere der Apsis mit Teilen der Steinernen Bibel

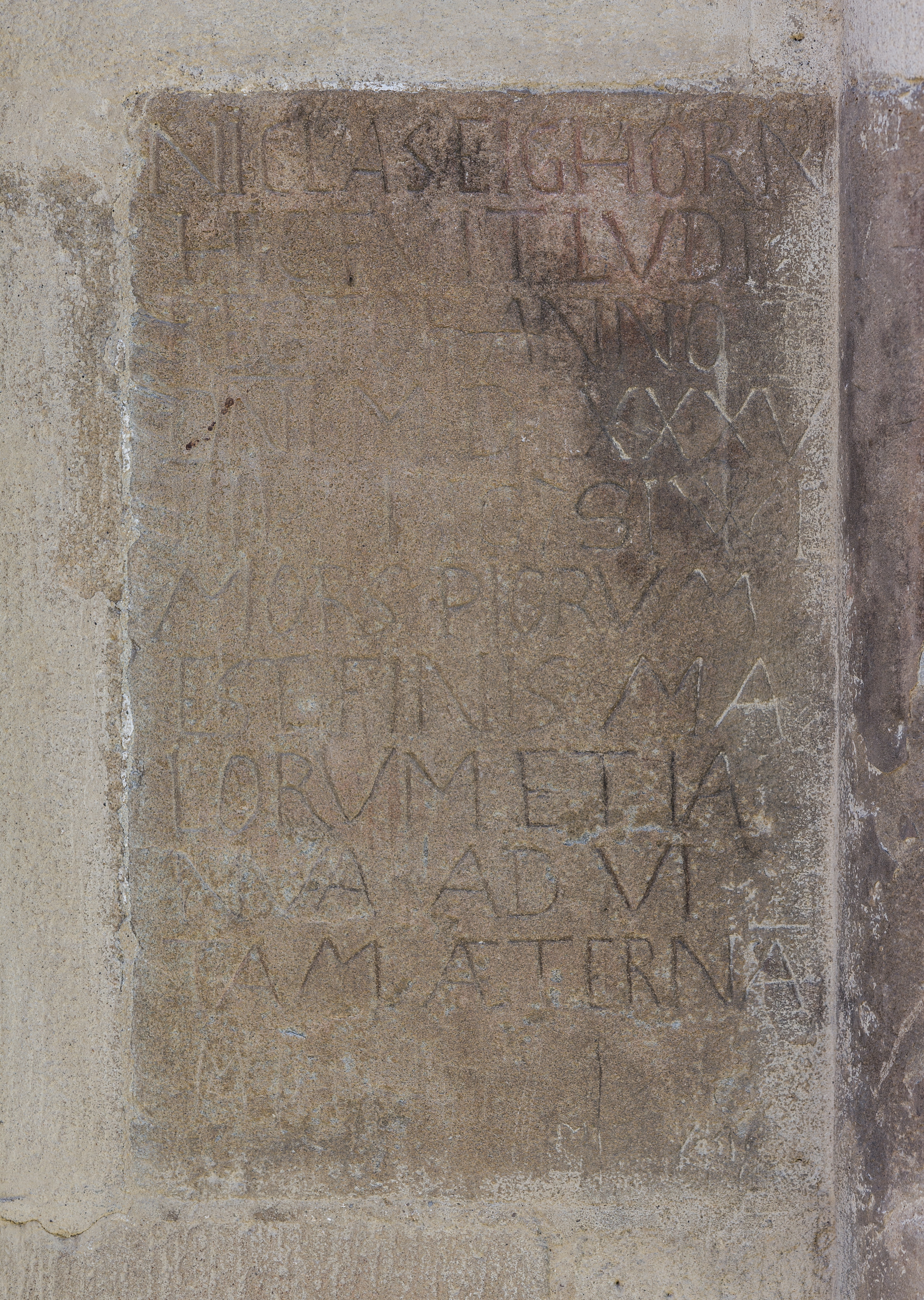
Inschrift für Niclas Eighorn von 1585

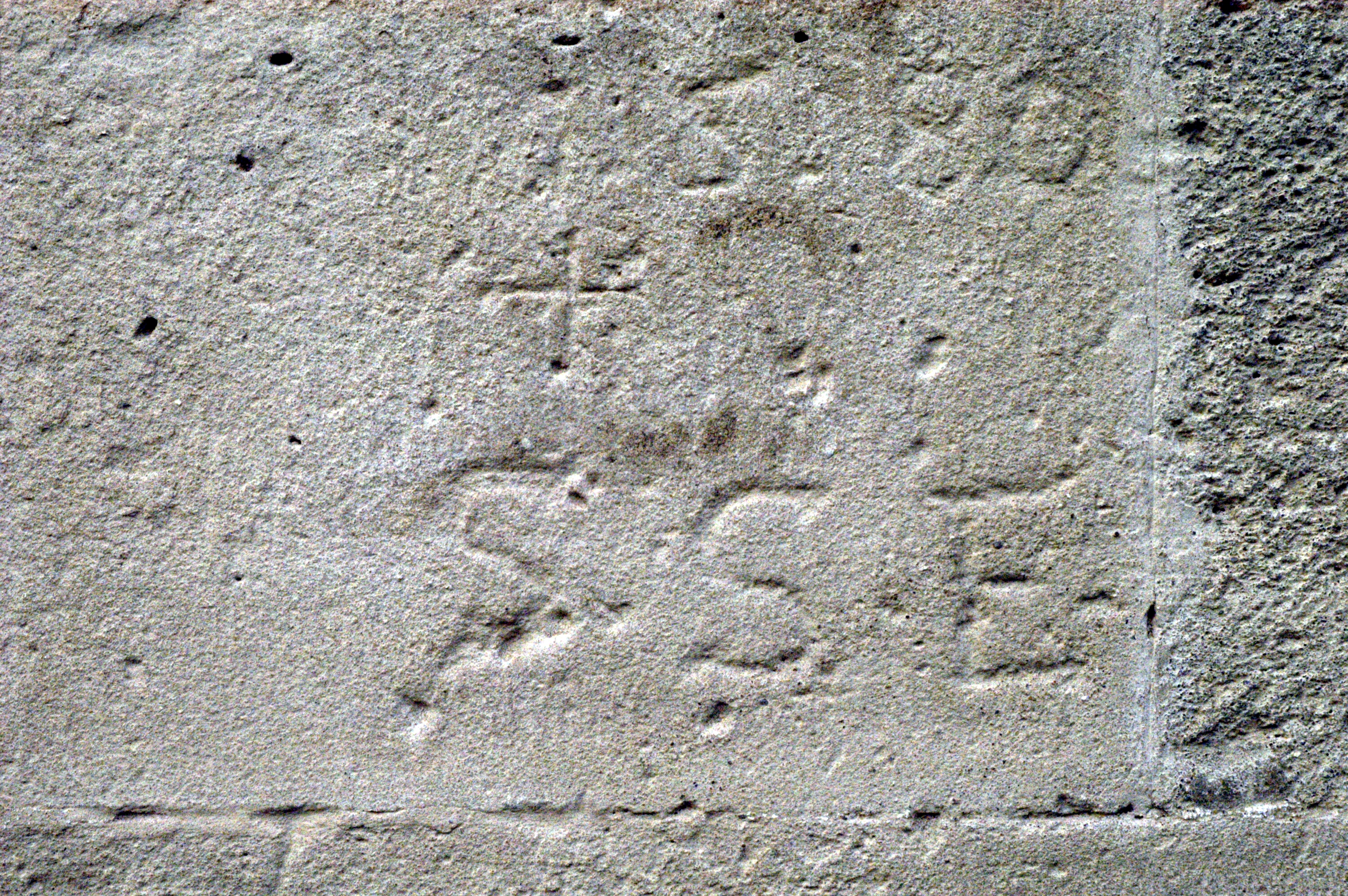
Quaderinschrift von 1580

Die Fassade des Langhauses gliedert sich in drei Zonen: An die niedrige, eingezogene Apsis schließt sich westlich das ebenfalls eingezogene Chorquadrat an, es folgt der aus dem 13. Jahrhundert stammende vierachsige Teil des Langhauses und schließlich die einjochige Verlängerung aus dem 18./19. Jahrhundert mit dem damals ebenfalls angebauten spätbarocken Turm. Das Schiff ist nach dem Turm der höchste Bauteil, gefolgt vom Chorquadrat, das um einen halben Meter (um die Höhe des Rundbogenfrieses mit Zahnschnitt) abgesenkt ist. Die Apsis schließlich ist um zwei Meter niedriger.
Apsis, Chorquadrat und der ursprüngliche Teil des Langhauses sind über einem umlaufenden hohen profilierten Sockelgesims in steinsichtigem Quadermauerwerk errichtet und horizontal zweizonig durch Traufgesimse mit Rundbogenfriesen und profilierte Kordongesimse gegliedert. Die Langhausverlängerung und der Turm sind schlicht putzfeldgegliedert.
An der Apsis befinden sich drei Rundbogenfenster mit Doppelwulstrahmen und flankierenden, teilweise beschädigten „freischwebenden“ Säulchen mit reliefierten Schäften. Ein Quader der unteren Zone an der Südseite enthält eine mit 1585 datierte Gedenkinschrift für den Rektor Niclas Eighorn. Eine zweite ist in die dritte Quaderschicht oberhalb des Sockelsimses im östlichen Mittelabschnitt der Apsis eingraviert. Sie ist mit 1580 bezeichnet und zeigt als betonte Einleitung ein Kreuz. Die Inschrift wurde offenbar nach der Rekatholisierung teilweise unkenntlich gemacht und dürfte in Zusammenhang mit der protestantischen Visitation des Jahres 1580 stehen.
Die Reliefs in den drei Jochen an der Außenseite der Apsis werden auch Steinerne Bibel genannt. Sie thematisieren Tugend und Laster, biblische Szenen und den Kampf zwischen Gut und Böse. In mehreren Reliefs finden sich Darstellungen von Tieren und des Teufels. Diese ikonografischen und stilistischen Reliefdarstellungen heilsgeschichtlicher Themen und ornamentaler Gestalten gelten als Biblia pauperum in Stein.

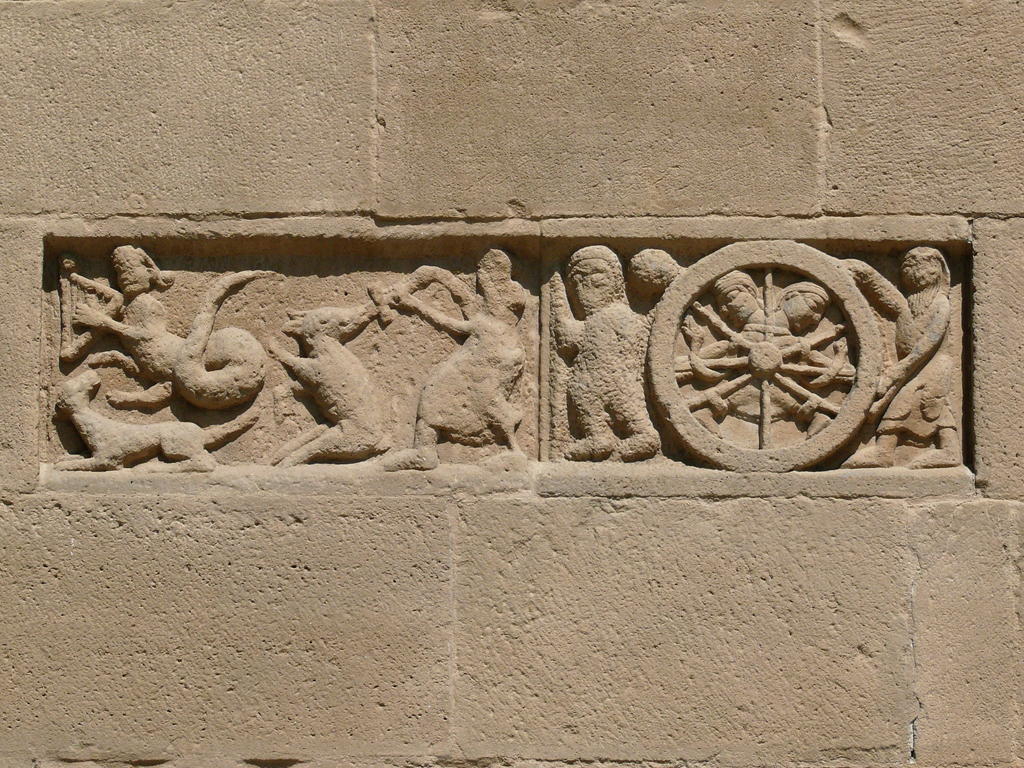
Der romanische Reliefstein

An den Chorwänden befinden sich je zwei Rundbogenfenster auf Konsolen mit darüber liegendem Okulus. Der steinsichtige Teil des Langhauses ist vertikal durch Pilaster in zwei Zonen gegliedert. Sie sind je zwei Fensterachsen breit und haben ebenfalls Rundbogenfenster auf Konsolen. Das Chorquadrat und der steinsichtige Teil des Langhauses haben somit insgesamt zwölf Fenster. An der Südseite befindet sich das 1907 wieder freigelegte romanische Stufenportal in tiefer Laibung mit mehrfach abgestuften und teilweise beschädigten Wulsten. Rechts davon sind im Bruchsteinmauerwerk die Spuren des Brandes von 1809 sichtbar, links ein längsrechteckiger romanischer Reliefstein mit der Darstellung einer Eberjagd und dem Rad des Lebens, auch als Rad der Zeiten oder des Schicksals bezeichnet, und als Monatsrelief (Dezember/Jänner) gedeutet. An der Nordseite befindet sich der 1963 angebaute Kapellenraum.
Die einjochige Langhausverlängerung ist horizontal durch ein gekehltes Gesims gegliedert, hat ein rechteckiges Steingewändeportal und darüber ein Korbbogenfenster mit Schlussstein auf Konsole. Das gesamte Langhaus bedeckt ein Walmdach.
Der vorgestellte Westturm erhielt durch die Erhöhung im Jahre 1866 seinen dreizonigen Aufbau. Das Schallgeschoß ist durch Pilaster gegliedert und hat Rundbogenfenster, darüber liegen Uhrengiebel und Turmhaube.

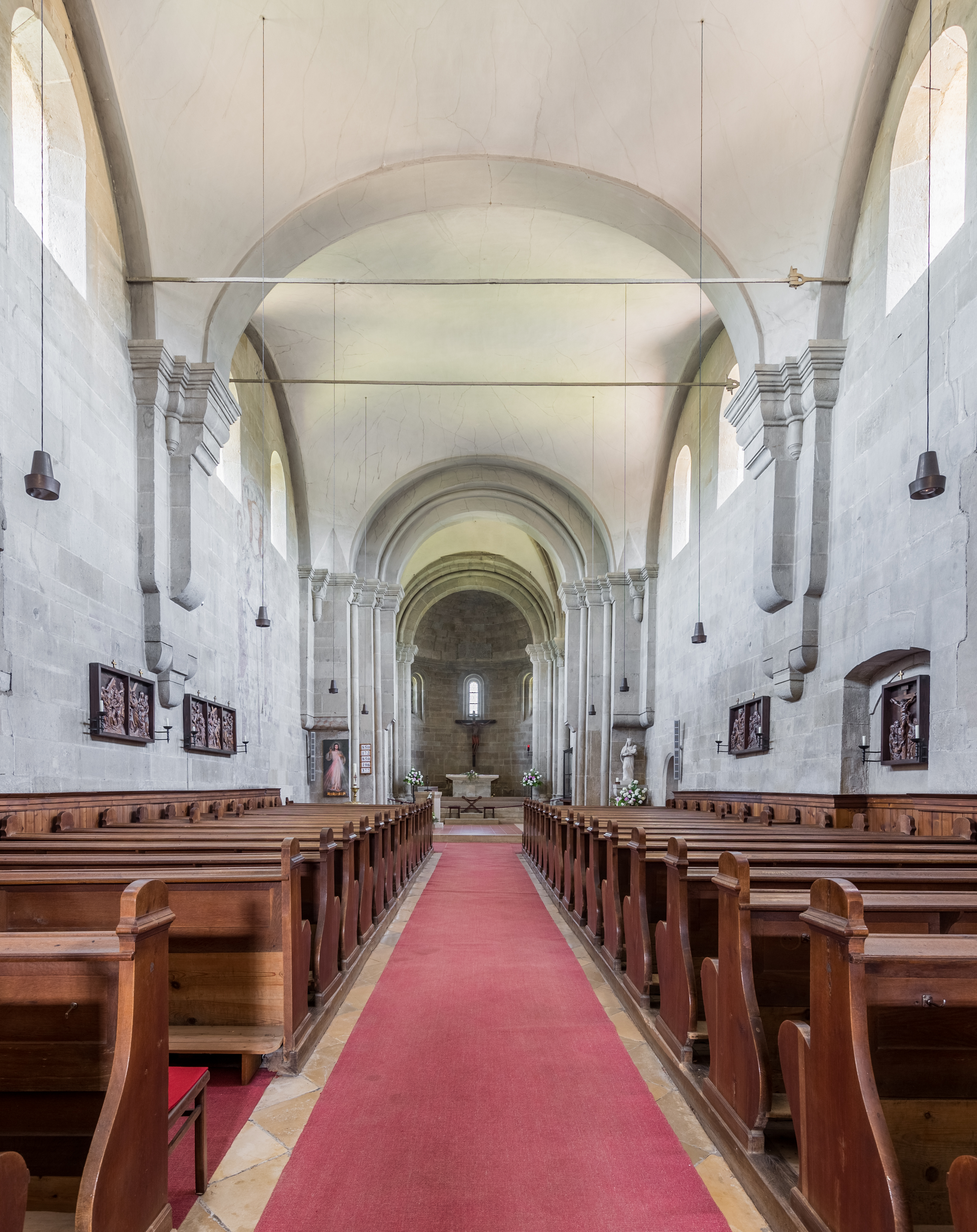
Einblick nach Osten

### Das Innere
Der Innenraum ist knapp zwölf Meter breit, die lichte Höhe der Gewölbe beträgt etwa zehn Meter. Damit übersteigt der Bau den üblichen Rahmen einer romanischen Dorfpfarrkirche. Die Größe des Raumes wird durch das aufwändige Großquadermauerwerk, durch die großen, hochliegenden Fenster und die Wandabstufungen vor dem Chorquadrat und der Apsis unterstrichen.

#### Chor
Der Hauptakzent der Ausstattung liegt im Bereich des Chores. So sind etwa die Sockeln des Apsisbogens lediglich an der Vorderseite, also in Blickrichtung zum Altar reliefiert. Der Apsisbogen ist mit Halbsäulen und Diensten gestuft, die vorgelegten Basen tragen Fratzenköpfe.

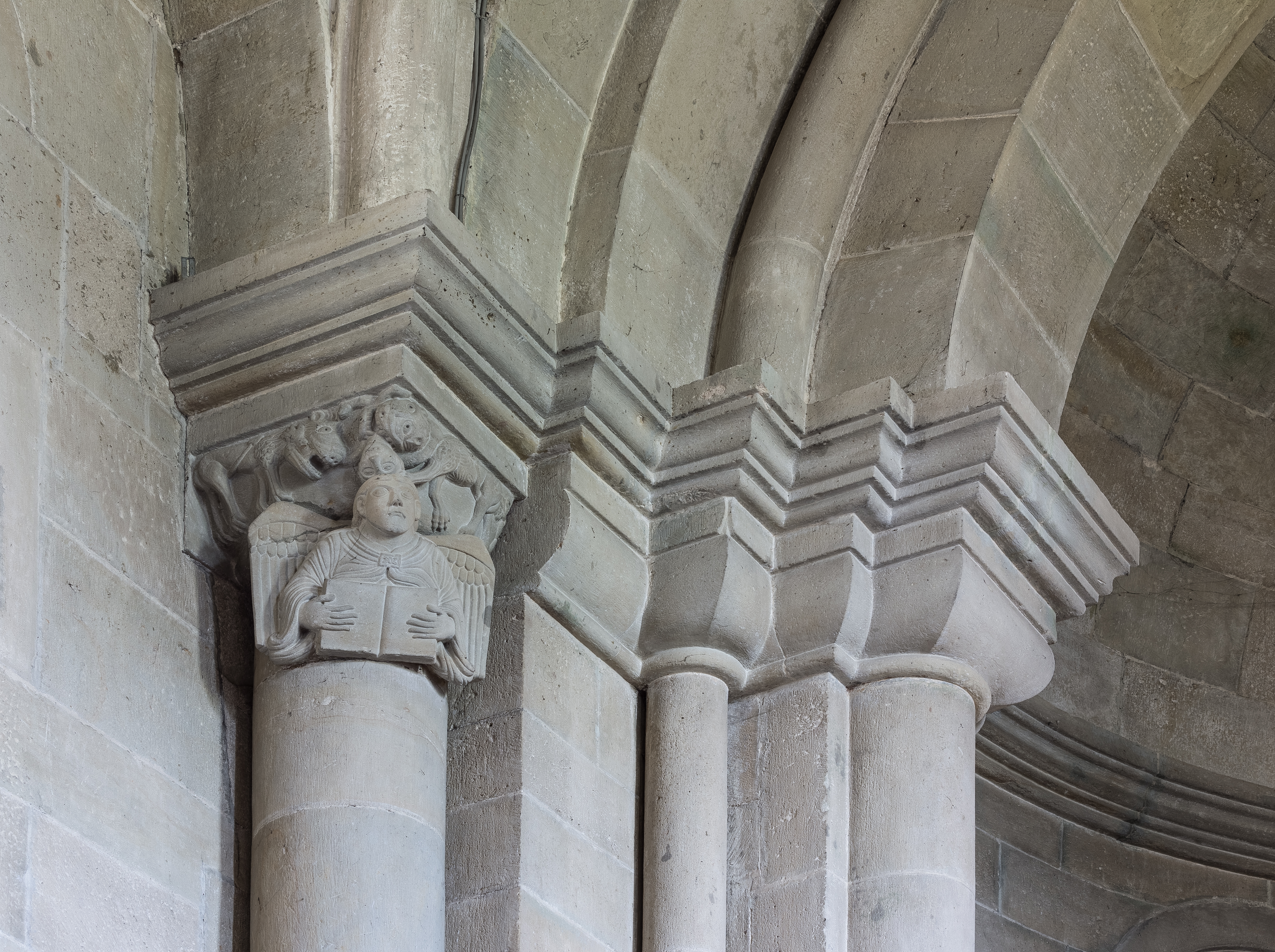
Linke vordere Ecksäulen des Chorjochgewölbes

Das annähernd quadratische, romanische, eingezogene Chorjoch wird von dem 1975/76 rekonstruierten Kreuzrippengewölbe abgeschlossen. Bei der Rekonstruktion wurden Teile der ursprünglichen Gewölberippen und der ursprüngliche Schlussstein verwendet, die 1960 beim Abbruch der Sakristei und der Südkapelle aufgefunden wurden. Eine Kalotte umschließt das Rippenkreuz. Das Gewölbe ruht auf Ecksäulen mit reliefierten Würfelkapitellen. Die Säulenschäfte tragen Hochreliefs der vier Evangelisten, welche aufgeschlagene Bücher – die jeweiligen Evangelien – halten. Darüber finden sich Flechtwerk und Köpfe sowie Tiere und Monster.
An beiden Seiten des Chorquadrates befindet sich je ein Portal. Das vermauerte Nordportal mit profiliertem, gekehltem Spitzbogengewände diente als Zugang zu dem aus dem 14./15. Jahrhundert stammenden und im 18./19. Jahrhundert abgetragenen gotischen Anbau. An der Außenseite des Chorquadrates finden sich nur einige wenige Reste vom Gewände dieses Portales. Das schlichte Portal an der Südseite war der Zugang zur 1841 angebauten und 1960 wieder abgebrochenen Sakristei. An der Innenseite ist es als Rechteckportal, an der Außenseite als Rundbogenportal ausgeführt.
Die Apsis ist nahezu schmucklos. Der schlichte romanische Kastenaltar wurde 1977 freigelegt.
Zum Langhaus hin wird das Chorquadrat durch einen eingezogenen, gestuften, halbrunden Triumphbogen mit Diensten auf profilierten Basen geöffnet. Die Würfelkapitelle sind teilweise reliefiert.

#### Langhaus

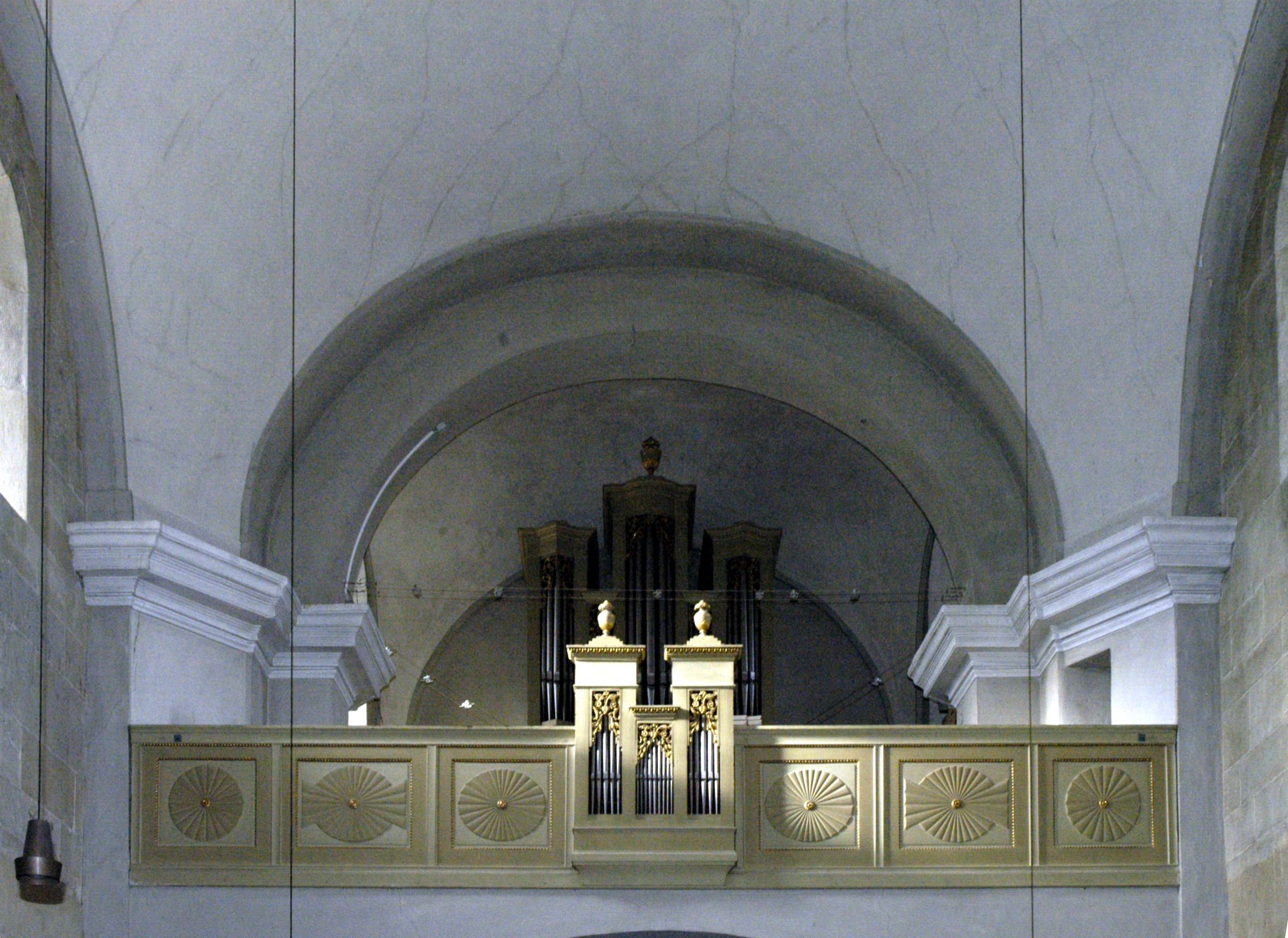
Die Empore mit klassizistischer Brüstung und Orgel von Johann Georg Fischer aus dem Jahre 1816

Das Langhaus besteht aus drei Jochen. Die beiden östlichen romanischen Joche stammen aus der Bauzeit und ihre Gewölbe ruhen auf mächtigen Wandpfeilern. An den Wänden des Langhauses sind beiderseits Ansätze der ursprünglichen Westempore erkennbar. An der südlichen Umfassungsmauer des östlichsten Joches befindet sich eine Rundbogennische, die den vermauerten Zugang zu der im 18. Jahrhundert angebauten und im Jahre 1960 abgetragenen Kapelle markiert. Das westliche Joch mit Vorhalle und Empore stammt aus dem Ende des 18. Jahrhunderts.

#### Empore und Turm
Da Empore und Turm einen Erweiterungsbau aus dem 18./19. Jahrhundert darstellen, unterscheiden sich Architektur und Ausstattung deutlich vom ursprünglichen romanischen Bau. Pilaster mit Gurtbögen und Platzlgewölbe tragen die westliche Orgelempore mit klassizistischer Brüstung und Orgel.
Der spätbarocke Turm wird durch eine südseitig gelegene Wendeltreppe erschlossen.

## Ausstattung

### Apsis
An der Stirnseite der Apsis befindet sich der Abguss des romanischen Kreuzes aus der Ruprechtskirche in Wien. In der Mitte steht die nach Abtragung des barocken Altars im Jahre 1977 freigelegte Mensa mit vorkragender Platte auf profiliertem Sockel. An der Nordseite der Apsis ist eine romanische Sakramentsnische und gegenüber, an der Südseite, eine Lavabonische in die Umfassungsmauer eingelassen. Beide sind mit reliefierten halbrunden Flechtbandornamenten gerahmt. Die Sakramentsnische wird durch ein schmiedeeisernes Gitter verschlossen.

### Chorquadrat

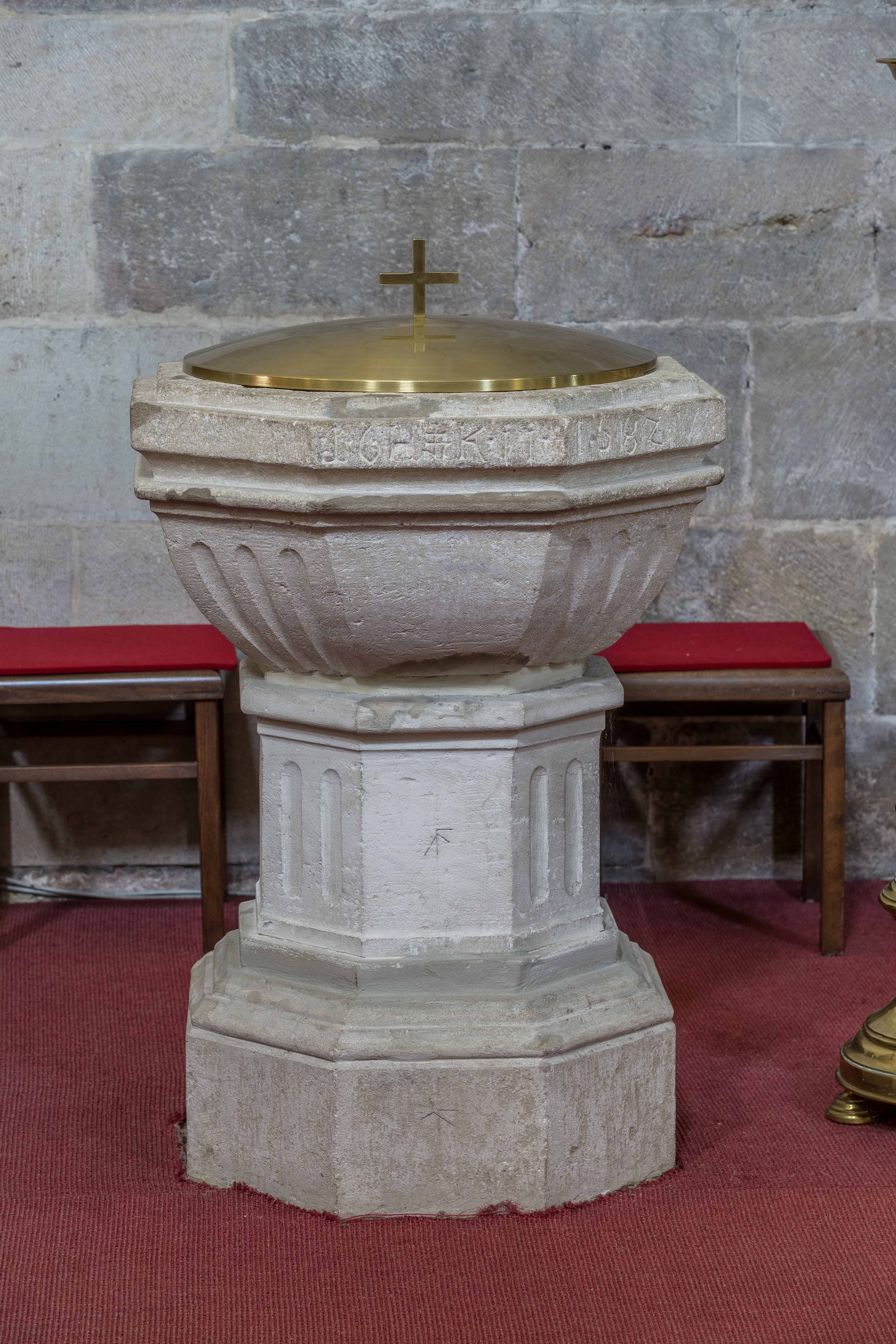
Das Weihwasserbecken

Die Basiszone des Apsisbogens ist mit Bauplastik besetzt: Am nordöstlichen Pfeiler ein Menschenkopf und am südöstlichen eine Schlange und ein Menschenkopf. Am Scheitelpunkt des Gewölbes befinden sich in den Ecken des Rippenkreuzes vier männliche Köpfe, die die vier Himmelsrichtungen symbolisieren.
Das achtseitige Weihwasserbecken ist mit den Jahreszahlen 1611 und 1682 datiert. An der Südwand befinden sich die 1936/37 freigelegten gotischen Wandmalereien, welche eine Schutzmantelmadonna mit Stifter sowie die Heiligen Katharina und Margarete, den Bischof Wolfgang von Regensburg und König Oswald darstellen, der, wie Katharina und Margarete, in manchen Gegenden zu den 14 Nothelfern zählt.
Der Triumphbogen zum Langhaus ist an der Basis westseitig ebenfalls mit Bauplastik besetzt. An beiden Pfeilern sind Fragmente von Tieren (Hasen oder Hunde), am nördlichen Pfeiler außerdem eine Schlange und am südlichen Pfeiler eine Knolle.

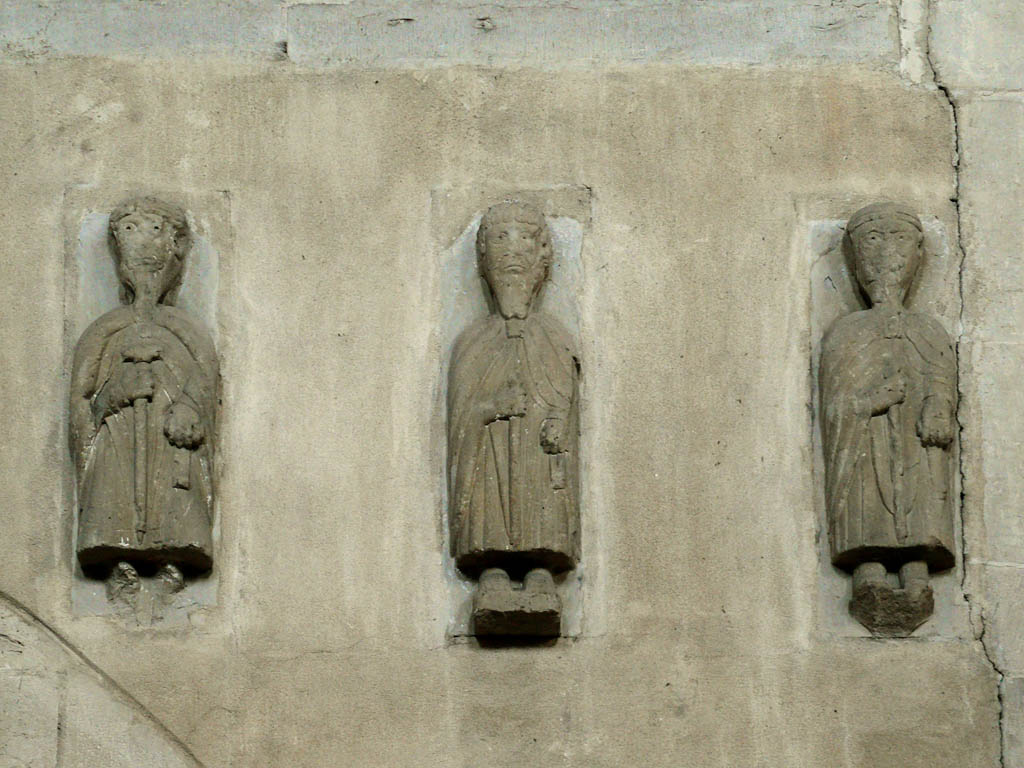
Romanische Apostelfiguren an der Nordwand des Langhauses

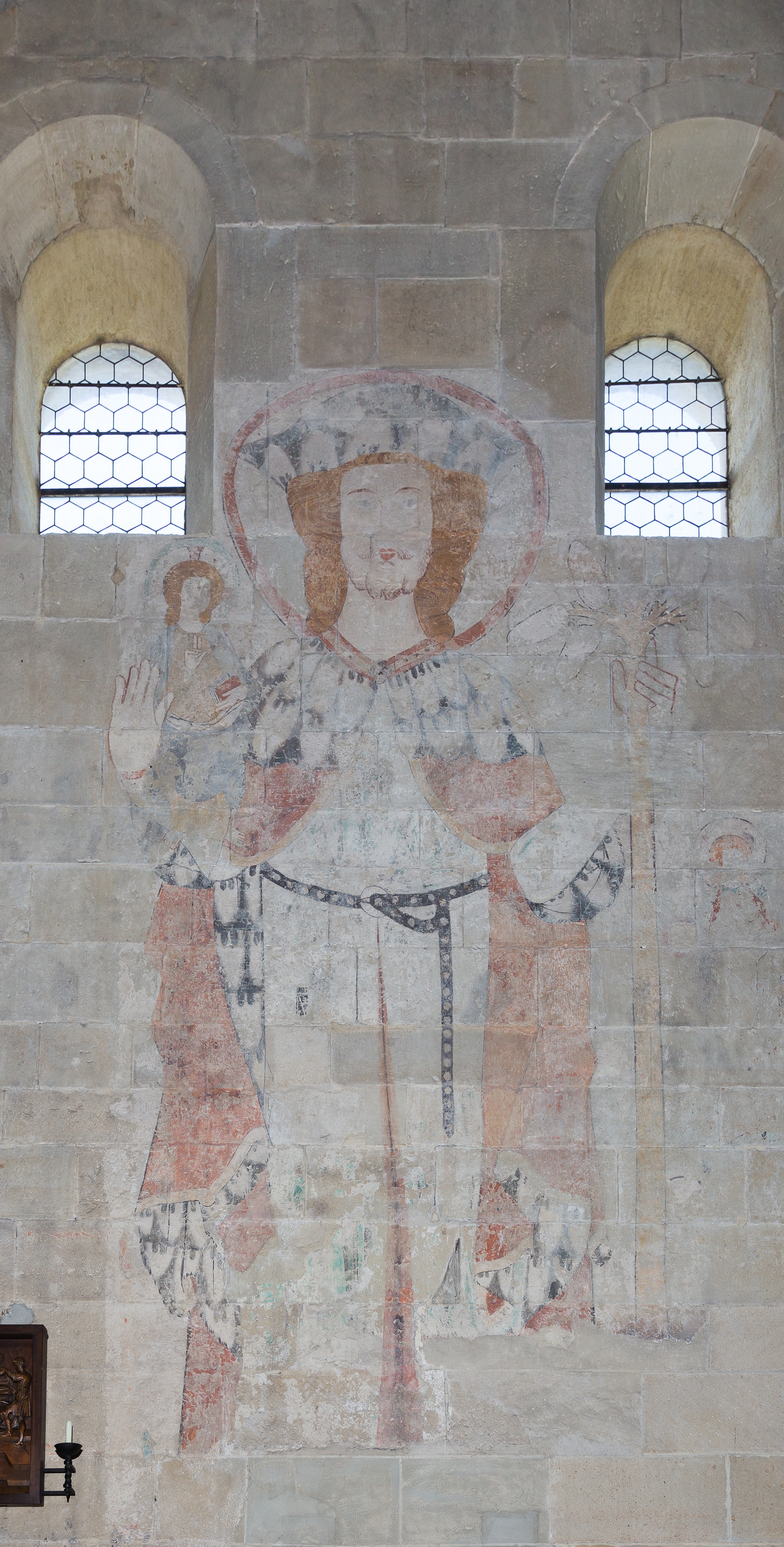
Darstellung des heiligen Christophorus

### Langhaus
Zwischen den Fenstern an der Nordwand des Langhauses befinden sich eine monumentale Darstellung des heiligen Christophorus aus der Zeit um 1350 sowie drei romanische, eingemauerte Apostelfiguren vom ursprünglichen romanischen Westportal. Der heilige Christophorus ist mit Markgrafenhut und Hermelinmantel als Landespatron dargestellt. Neben ihm ist eine kleine Gestalt dargestellt, die als jener Einsiedler gedeutet wird, der dem Heiligen den Rat gab, Gott durch Werke der Nächstenliebe zu dienen. Über dem Bild des heiligen Christophorus steht die Jahreszahl 1466. In diesem Jahr richtete der Bischof von Passau die Bitte um Heiligsprechung des Markgrafen Leopold nach Rom.
An der Südwand befindet sich die Kohlezeichnung eines kleinen Teufels mit Stelzfuß, der einer größeren geflügelten Teufelsgestalt eine Schreibtafel hinhält, auf der diese mit einem Federkiel Eintragungen vornimmt. Diese Darstellung wird als Teufel mit dem Sündenregister gedeutet. Links vom Triumphbogen befinden sich Reste einer gotischen ornamentalen Wandmalerei.
An beiden Seiten des Langhauses sind Darstellungen der Kreuzwegstationen aus dem Jahre 1816 angebracht.

### Orgel
Die Empore trägt die aus dem Jahre 1816 stammende Orgel von Johann Georg Fischer, die eines seiner wenigen noch erhaltenen Werke ist und in Klosterneuburg hergestellt wurde. Das Instrument verfügt über 13 Register, die auf zwei Manuale und Pedal aufgeteilt sind. In die Brüstung der Empore ist das Positiv integriert. Der fünfteilige Prospekt des Hauptwerks steht noch in barocker Tradition: Die zwei spitzen Ecktürme, der erhöhte mittlere Rundturm und die verbindenden Flachfelder werden mit vergoldetem Akanthuswerk und schwach profilierten Gesimsen abgeschlossen. Hingegen ist das Rückpositiv mit seinen drei rechteckigen Flachfeldern und den bekrönenden Urnen im Stil des Klassizismus gestaltet.
| I Hauptwerk C–f3 |      |
| Prinzipal        | 8′   |
| Waldflöte        | 8′   |
| „Dulciana“       | 4′   |
| Quint            | 3′   |
| Super-Octav      | 2′   |
| Mixtur IV        | 1/3′ |

| II Positiv C–f3 |    |
| Copula          | 8′ |
| Prinzipal       | 4′ |
| Aeoline         | 4′ |
| Octav           | 2′ |
| Calcantenzug    |    |

| Pedal EF–a0 |     |
| Subbaß      | 16′ |
| Violonbaß   | 8′  |
| Oktavbaß    | 4′  |

Anmerkungen
1. ↑  C-Fis aus Holz
2. ↑  Holz, gedackt
3. ↑  fälschliche Bezeichnung, heute offene Holzflöte
4. ↑  C–H aus Holz
5. ↑  neu
6. ↑  e–a repetieren E–A; die ursprüngliche kurze Oktave wurde später umgestellt
7. 1 2 3  Holz

### Glocken
Im Schallgeschoß des Turmes befinden sich drei Zinnbronzeglocken, die von der Glockengießerei Josef Pfundner in Wien zum Preis von 42.698 Schilling gegossen und am Pfingstmontag, dem 6. Juni 1949, geweiht wurden:
- Die große Glocke mit dem Durchmesser von 112 cm hat den Ton f, wiegt 942 kg und ist dem hl. Josef geweiht. Sie trägt Bilder des hl. Josef und des hl. Leopold und die Inschrift „Zur Ehre Gottes von der Pfarrkirche Schöngrabern und den Pfarrangehörigen“.
- Die mittlere Glocke mit dem Durchmesser von 96 cm hat den Ton a, wiegt 551 kg und trägt das Bild Maria mit dem Jesuskinde. Sie ist der allerseligsten Jungfrau und Gottesmutter geweiht.
- Die kleine Glocke mit dem Durchmesser von 75 cm hat den Ton c, wiegt 256 kg und ist in Anlehnung an das Patrozinium der Pfarrkirche („Mariä Geburt“) der hl. Mutter Anna geweiht, deren Bild auf der Glocke angebracht ist.

Das Geläute bestand seit dem Jahre 1925 aus vier Glocken; sie wurden während des Zweiten Weltkrieges eingeschmolzen und 1949 durch diese drei neuen Glocken ersetzt. Lediglich das Totenglöckchen (Zügenglöckchen) blieb erhalten und ist noch heute in Verwendung. Die drei größeren Glocken werden von der Sakristei aus mittels elektrischen Antriebes geläutet, das Zügenglöckchen kann nur von Hand im Turm geläutet werden.